# Корчеватское кладбище
Корчеватское кладбище (укр. Корчуватське кладовище) (встречается написание «Корчуватское кладбище» и «Корчеватовское кладбище») — киевское городское кладбище, расположено по улице Ягодная, 24 в исторической местности Мышеловка на территории Голосеевского района столицы Украины. Площадь 1,482 га.

## История
Бывшее братское кладбище Спасо-Преображенской пустыни. Дата открытия кладбища около 1890 года. Во второй половине XIX века здесь был хутор Корчеватый, которым владел Выдубицкий монастырь.
В настоящее время кладбище закрыто для новых захоронений, за исключением подхоронений родственников.
На Корчеватском кладбище действует храм, освящённый в честь Преображения (Спасо-Преображенская церковь была разрушена в 1938, восстановлена в 2005).

## Известные персоны похороненные на Корчеватском кладбище
- Паисий (Яроцкий) (1821—1893) — рясофорный инок Киево-Печерской Лавры, Христа ради юродивый.
- Ермоген (Голубев) (1896—1963) — архиепископ Калужский и Боровский.
- Гедройц, Вера Игнатьевна (1870—1932) — одна из первых в России женщин-хирургов, одна из первых женщин в мире, получившая звание профессора хирургии и возглавившая хирургическую кафедру, участница Русско-японской войны, прозаик и поэтесса Серебряного века.
- Цисельский, Михаил Петрович (1909—1989) — лётчик, Герой Советского Союза.
- Майстренко, Александр Юрьевич (1956—2011) — энергетик, учёный, академик Национальной академии наук Украины.
- Рудой Игорь Михайлович (1937—1996) — учёный-агроном, заместитель министра агропромышленного комплекса Украины.